# محمد باشا الطرندي
مُحَمَّدٌ بَاشَا الطُّرَنْدِيُّ جبه جي زاده (بالتركية: Darendeli Mehmed Paşa)‏ كان الصدر الأعظم للدولة العثمانية في الفترة ما بين 5 يناير 1777 حتى 1 سبتمبر 1778. تُوفي في 1784.